# Kaus Borealis
Kaus Borealis eller Lambda Sagittarii (λ  Sagittarii, förkortat Lambda Sgr, λ  Sgr) som är stjärnans Bayerbeteckning, är en underjättestjärna belägen i den mellersta delen av stjärnbilden Skytten. Den har en skenbar magnitud på 2,82 och är klart synlig för blotta ögat. Baserat på parallaxmätning inom Hipparcosuppdraget på ca 41,7 mas, beräknas den befinna sig på ett avstånd av ca 78 ljusår (ca 24 parsek) från solen. Genom dess plats nära ekliptikan ockulteras Kaus Barealis ibland av månen och, mera sällan, av en planet. Den senaste planeten som passerade framför den var Venus den 19 november 1984. Det närmast föregående tillfälle var den 5 december 1865, när det ockulterades av planeten Merkurius.

## Nomenklatur
Lambda Sagittarii har det traditionella namnet Kaus Borealis, som kommer från det arabiska قوس qaws "bågen" och latinets boreālis, "norra".  År 2016 organiserade Internationella astronomiska unionen en arbetsgrupp för stjärnnamn (WGSN) med uppgift att katalogisera och standardisera riktiga namn för stjärnor. WGSN:s första bulletin från juli 2016 innehåller en tabell över de första två satserna av namn som fastställts av WGSN där Borealis ingår för denna stjärna. 
I stjärnkatalogen i kalendern Al Achsasi al Mouakket benämndes denna stjärna Rai al Naaim, som översattes till latin som pastor Struthionum, vilket betyder strutshållare.
Kaus Borealis,  tillsammans med Gamma Sagittarii, Delta Sagittarii, Epsilon Sagittarii, Zeta Sagittarii, Sigma Sagittarii, Tau Sagittarii och Phi Sagittarii, ingår i asterismen Tekannan.

## Egenskaper
Kaus Barealis är en orange till röd underjättestjärna av spektralklass K0 IV. Den har en massa som är ca 2,6 gånger större än solens massa, en radie som är ca 11 gånger så stor som solens och utsänder från dess fotosfär ca 82 gånger mera energi än solen vid en effektiv temperatur på ca 4 600 K. 